# 蓬田智佳
蓬田　智佳（よもぎた　ともか、1992年7月14日 - ）は、栃木県出身の、日本人の女子柔道選手である。階級は48kg級。身長147cm。血液型はA型。段位は参段。組み手は左組み。得意技は背負投。現在はJR東日本に所属。

## 経歴
家族全員がインターハイに出場経験のある柔道一家だった。そのため、柔道は10歳の時に昭徳館で始めた。小学校6年生の時には全国小学生学年別柔道大会軽量級に出場するが、予選リーグで敗れた。白鷗大足利中学3年の時に全国中学校柔道大会44kg級で優勝を飾った。さらには、アジアジュニアの45kg級でも優勝を果たした。白鷗大足利高校2年の時にはインターハイ48kg級で5位となった。また、世界ジュニアには新設された44kg級に出場すると、優勝を飾った。
2011年には東海大学へ進学した。入学後はこれといった成績は収められなかったものの、4年の時には講道館杯で5位に入った。
2015年に大学を卒業すると、JR東日本の所属となった。選抜体重別では初戦で三井住友の近藤亜美に小外刈で敗れた。2018年のヨーロッパカップ・ツェリェでは準決勝でウクライナのダリア・ビロディドに敗れて3位だった。

## 戦績
44kg級での戦績
- 2007年 -　全国中学校柔道大会　優勝
- 2007年 -　アジアジュニア　優勝(45kg級)
- 2009年 -　インターハイ　5位(48kg級)
- 2009年 -　世界ジュニア　優勝

48kg級での戦績
- 2010年 -　チューリンゲンジュニア国際　優勝
- 2014年 -　講道館杯　5位
- 2018年 -　ヨーロッパカップ・ツェリェ　3位

(出典、JudoInside.com)